# Шеврон (отличителен знак)
Шеврон (от френската дума chevron, буквално: мертек, вероятно произлизаща от думата capriō на вулгарен латински, означаваща млада сърна, коза поради външната прилика им с раздвоени рога.) е V-образен графичен знак, състоящ се от два сегмента, свързани под ъгъл, подобно на латинската буква V, обърнати по различни начини на нашивките, изработени от плитка, лента, шнурове и др. върху различни части на униформата.

## Униформа
Шеврон на ръкава на униформа е знак за отличие за принадлежност към формирование, военно звание, стаж и др., върху ръкавите на военна униформа. Ученическите униформи имат художествено изработени емблеми или монограми на фуражките или на петлиците.
Шевроните не са атрибут изключително на военното облекло. В цивилния живот те действат като своеобразен символ на социални различия, чрез който човек може да определи мястото си в йерархичната структура на определена професионална или подобна организация.[източник? (Поискан днес)]
Униформата обикновено има маркировки на ръкавите, които показват военните звания и броя на годините служба за дългогодишните военнослужещи. В Червената армия, от 3 декември 1935 до 1943 г., когато отново се използват пагоните, шевронът съществува, за да се отличават редиците на военнослужещите. Отличителни знаци под формата на ъгли или ивици на презрамките на редниците, например сержантите, разговорно се наричат райета. Ученическите униформи[ неясно? ]

## Галерия
- Знак на сержант-майор в армията на Конфедеративните щати
- Емблема на редник първи клас от морската пехота на САЩ
- Нашивки на ръкавите с отличителните знаци на личното звание Маршал на Съветския съюз
- Класически шеврон на ръкава (шеврон на командира на бригада на Червената армия, 1935 – 1940).
- Шеврон на стар боец за най-възрастните членове на СС, носен на десния ръкав
- Греда (шеврон) на герба на район Ховрино в Москва
- Герб на Болиген, една от общините в кантон Берн, Швейцария
- Знаме на Северноамериканската вексилологична асоциация
- Емблема на РОА